# Néjib Liman
Néjib Liman (12 giugno 1953) è un ex calciatore tunisino, di ruolo attaccante.

## Carriera

### Club
Ha giocato nella prima divisione tunisina ed in quella saudita.

### Nazionale
Ha partecipato ai Mondiali del 1978.

## Palmarès

### Club

#### Competizioni nazionali
- Campionato saudita: 1

Al-Hilal: 1978-1979
- Coppa della Corona del Principe saudita: 1

Al-Hilal: 1979-1980